# Clary McKerrow
Clarence Douglas McKerrow, detto Clary (Montréal, 18 gennaio 1877 – Montréal, 20 ottobre 1959), è stato un giocatore di lacrosse canadese, vincitore di una medaglia d'oro nel lacrosse maschile a squadre ai Giochi della IV Olimpiade.

## Palmarès
In carriera ha conseguito i seguenti risultati:
- Giochi olimpici

Londra 1908: oro nel lacrosse maschile a squadre.